# Мистково
Мистково (пол. Mystkowo) — село в Польщі, у гміні Бабошево Плонського повіту Мазовецького воєводства.
Населення — 214 осіб (2011).
У 1975-1998 роках село належало до Цехановського воєводства.

## Демографія
Демографічна структура станом на 31 березня 2011 року:
|          | Загалом | Допрацездатний вік | Працездатний вік | Постпрацездатний вік |
| -------- | ------- | ------------------ | ---------------- | -------------------- |
| Чоловіки | 109     | 22                 | 75               | 12                   |
| Жінки    | 105     | 18                 | 59               | 28                   |
| Разом    | 214     | 40                 | 134              | 40                   |